# カール・フレデリク・フォン・ブレダ
カール・フレデリク・フォン・ブレダ（Carl Frederik von Breda、Carl Fredric von Bredaとも、1759年8月16日 - 1818年12月1日）は、スウェーデンの肖像画家である。イギリスでも肖像画画家として働いた。

## 生涯
ストックホルムで生まれた。1670年代にベルギー、オランダにまたがる地域のブラバントから、スウェーデンに移ってきた画家のピーター・フォン・ブレダ(Pieter von Breda)が曾祖父で、祖父のルーカス・フォン・ブレダ(Lucas von Breda:1676–1752)も肖像画家として成功し、同名の父親のルーカス・フォン・ブレダ(Lucas von Breda: 1726-1799)も美術収集家であった。姓のブレダは、ブラバントの町、ブレダに因んでいるとされる。
1778年からスウェーデン王立美術アカデミーで、肖像画家のローレンツ・パシュに学んだ。1780年にアカデミーの展覧会で賞を受け、1784年には金賞を受けた。国王カール13世となるセーデルマンランド公の公妃、シャルロッテの肖像画を描いた。その後もグスタフ4世アドルフやグスタフ3世の肖像画も描いた。
1787年夏にイギリスに渡り、1796年の秋までロンドンの中心街、セント・ジェームズ・ストリートに住み、肖像画家として働いた。1792年の初夏、パリに滞在した。ロンドンで働き始めた頃、イギリスの肖像画家、ジョシュア・レノルズのスタイルを取り入れた。奴隷制度廃止運動の主要な推進者のトマス・クラークソンやジェームズ・ラムゼー、スウェーデンの奴隷制度廃止論者、カール・ベルンハルト・ヴァドストレーム(Carl Bernhard Wadström)の肖像画などを描いた。
1791年にスウェーデン王立美術アカデミーの会員に選ばれた。1792年にはバーミンガムを中心とした文化人のサークルであるルナー・ソサエティの人々と交流ができ、発明家のジェームズ・ワットや実業家のマシュー・ボールトン、博物学者のウィリアム・ウィザリングやジョゼフ・プリーストリーらの肖像画を描いた。
1796年にスウェーデンに呼び戻され、王立美術アカデミーの教授に任じられた。スウェーデンでは学者のニルス・フォン・ローゼンシュタインやスウェーデン王立歌劇場に来演したイタリア人歌手、テレサ・ヴァンドーニの肖像画を描き、ヴァンドーニの肖像画は代表作のひとつとされている。1812年にカール13世によって貴族に叙せられた。

## 作品

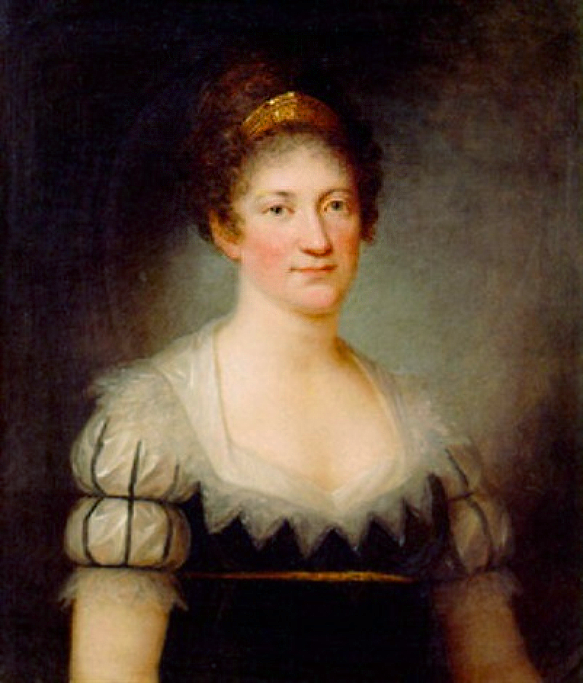
王妃シャルロッテ
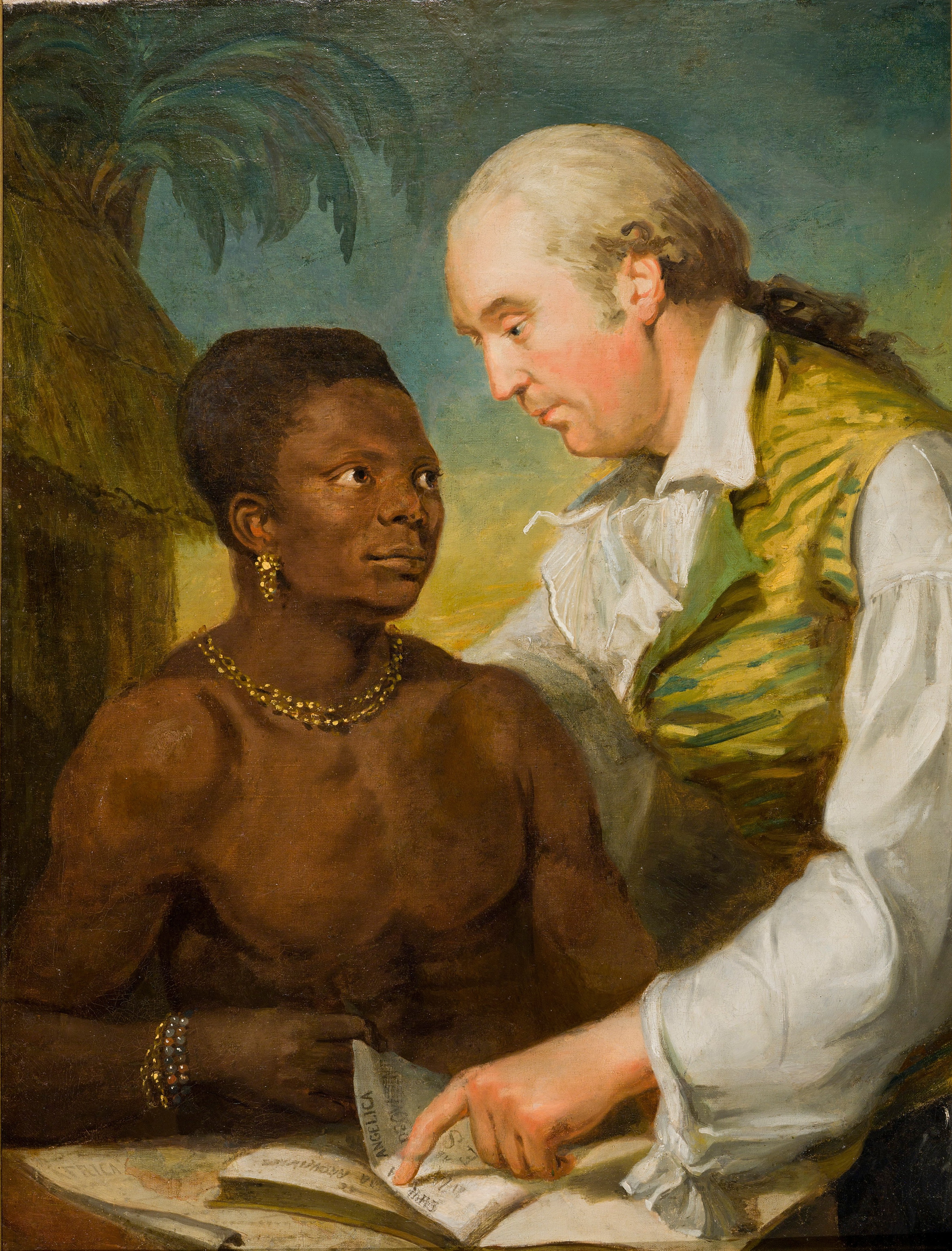
カール・ベルンハルト・ヴァドストレーム
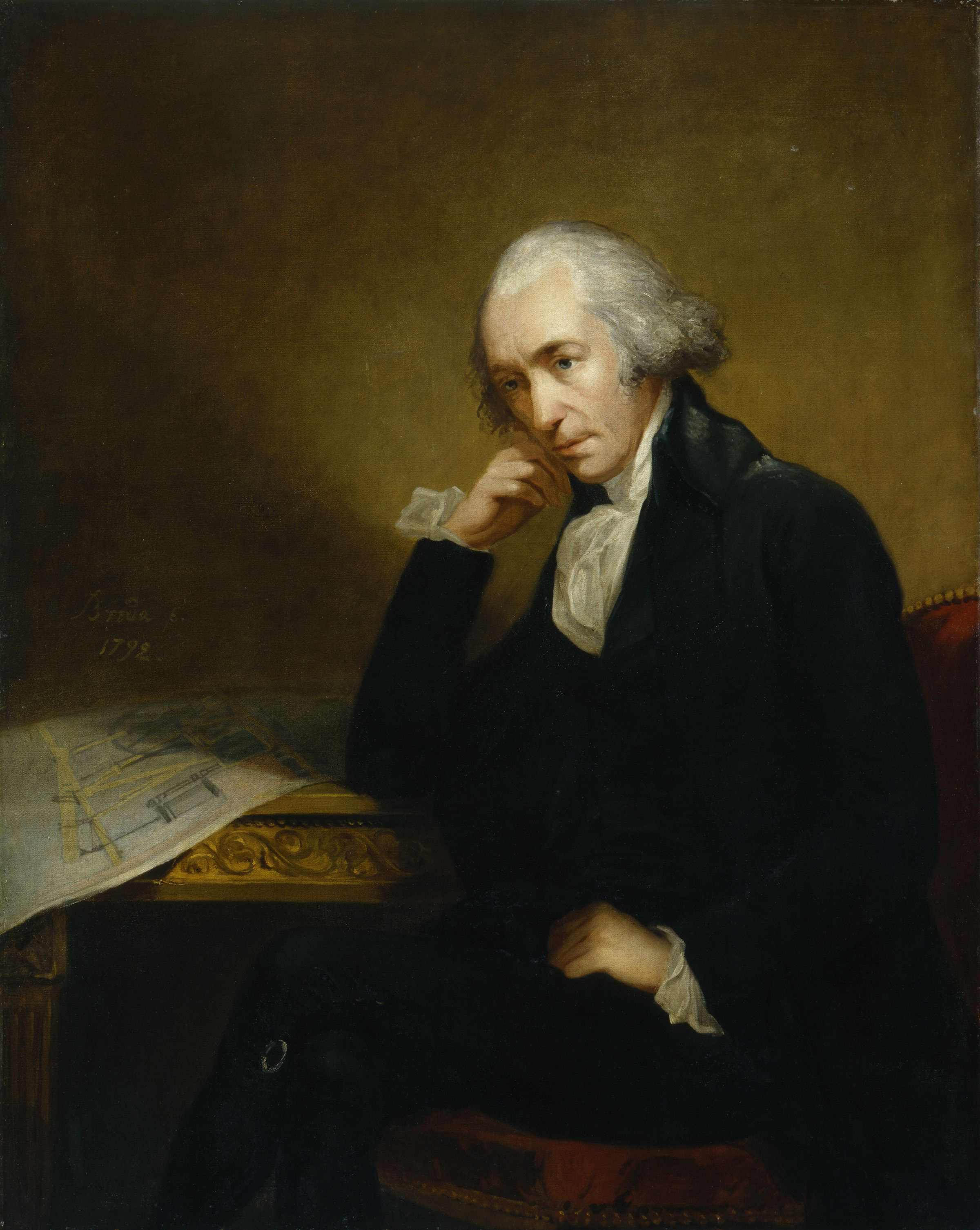
ジェームズ・ワット
テレサ・ヴァンドーニ
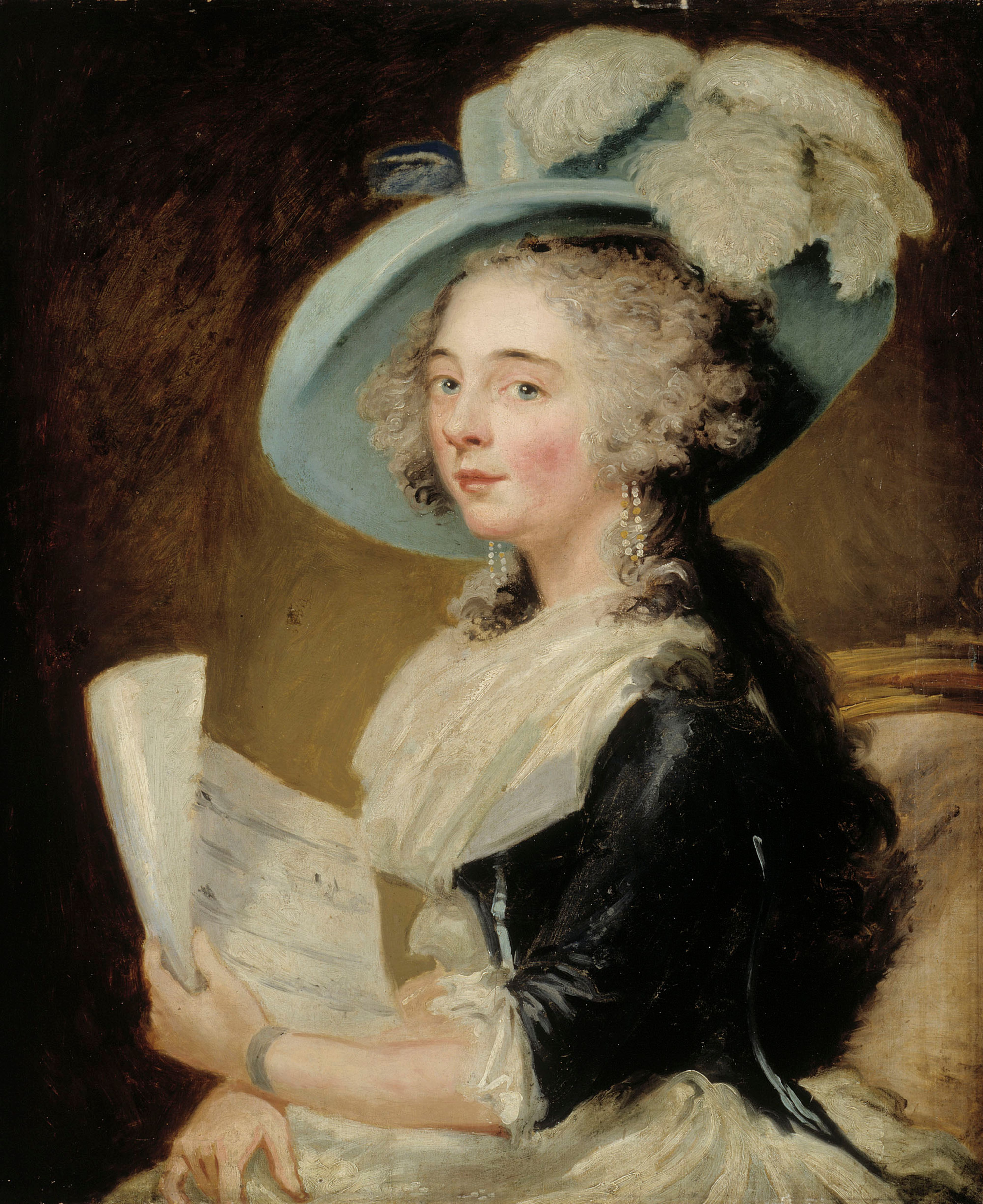
イギリスの歌手
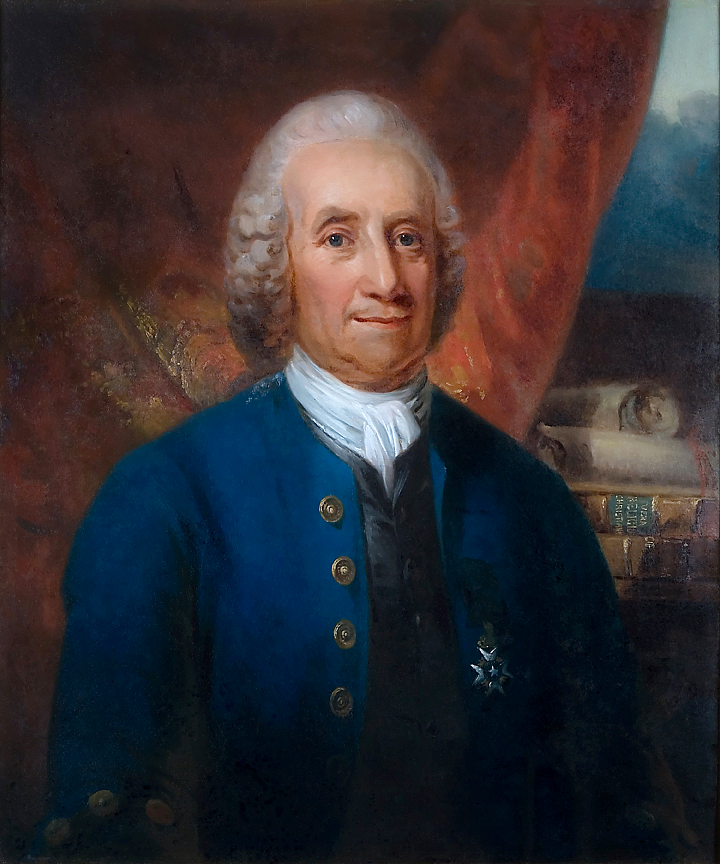
エマヌエル・スヴェーデンボリ
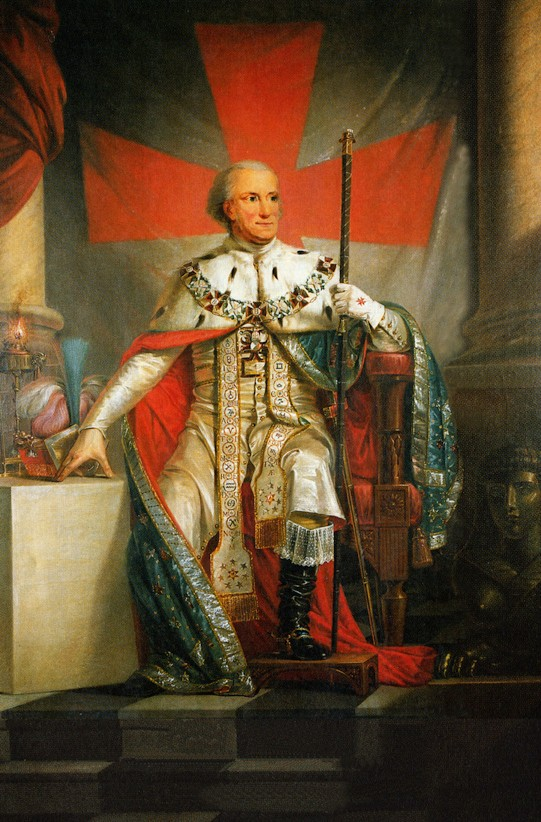
カール13世
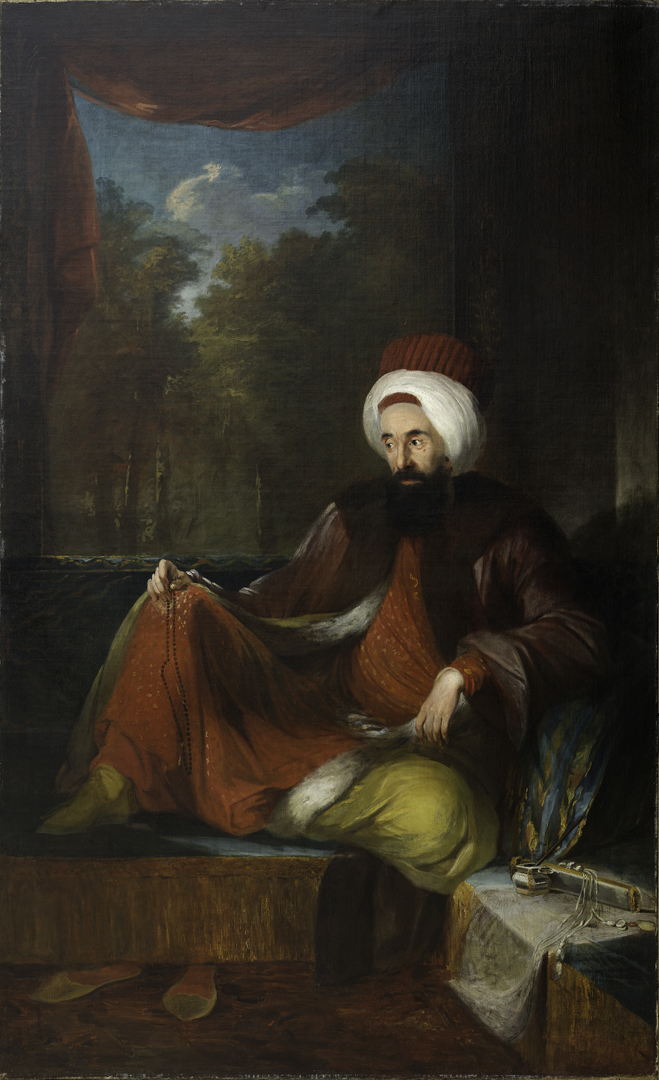
トルコの大使Yusuf Agah Efendi